# ホナス・グティエレス
ホナス・マヌエル・グティエレス（Jonás Manuel Gutiérrez (ローカル発音: [xoˈnaz ɣuˈtjeres], 1983年7月5日 - ）は、アルゼンチン・ブエノスアイレス州サエンス・ペーニャ出身の元サッカー選手。現役時代のポジションはミッドフィールダー。RCDマヨルカ在籍時にゴールパフォーマンスでマスクを被っていたことから、"スパイダーマン"と呼ばれている。

## クラブ経歴

### ベレスとマヨルカ
2001年から2005年までベレス・サルスフィエルドに在籍し、2005年のプリメーラ・ディビシオンのクラウスーラで優勝を果たしている。
その優勝後、マヨルカと契約を結んだ。
2008年7月1日に、FIFA17条を行使し一方的にクラブとの契約を破棄した。その結果、マヨルカは1500万ユーロの損害補償を求めて彼と、新しい所属先に対して提訴すること予定していると考えられていた。

### ニューカッスル・ユナイテッド

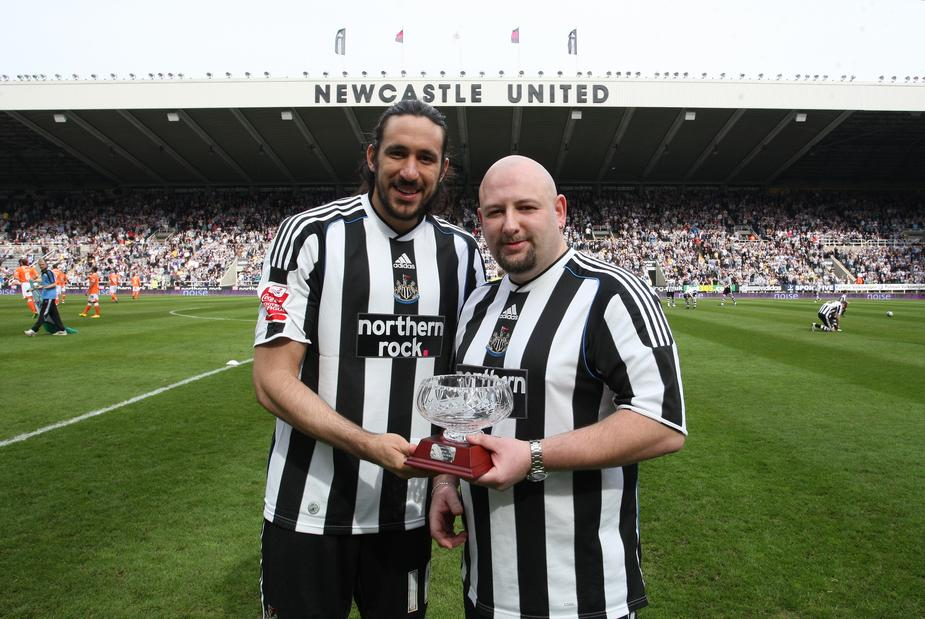
2010年4月のチャンピオンシップ月間最優秀選手に選出されたホナス

2008年7月2日、5年契約でニューカッスル・ユナイテッドと契約を結び、マヨルカには500万ポンドが支払われた。グティエレスは、「ホナスという自分の名前が好きなので、ユニフォームにはグティエレスではなく、ホナスと付ける」と述べた。
開幕戦のマンチェスター・ユナイテッド戦でデビューを飾り、好プレーを披露し、チームは前シーズンのチャンピオン相手に1-1で引き分けた。BBCの解説者であるアラン・ハンセンは、「プレミアリーグにデビューした選手の中で、最も印象的な活躍をした」と、『マッチ・オブ・ザ・デイ』で話した。
活躍を続けたが、9月と10月は、肩の怪我により、多くの試合を欠場した。タイン・ウェア・ダービーのサンダーランド戦で交代で出場し、チームに復帰した。その後のウェスト・ブロムウィッチ・アルビオンとアストン・ヴィラ戦はスターティングメンバーとして出場し、良いパフォーマンスを見せた。しかし、ニューカッスルは低迷し、アストン・ヴィラに敗れ、降格が決定した。その時、グティエレスは一人ベンチに佇んでいた。

#### ノリッジ・シティへのレンタル移籍
2014年1月13日、ノリッジ・シティへレンタル移籍が決定した。

### デポルティーボ・ラ・コルーニャ
2015年9月1日、デポルティーボ・ラ・コルーニャとの1年契約を結んだ。

### デフェンサ・イ・フスティシア
2016年9月5日、デフェンサ・イ・フスティシアへ移籍。

### CAインデペンディエンテ
2017年7月10日、CAインデペンディエンテと2年契約を交わした。

## 代表経歴
A代表デビューは、2007年2月に行われたフランス代表との親善試合であり、2キャップ目は、9月11日のオーストラリア代表戦で記録した。2008年から2010年までアルゼンチン代表監督を務めたディエゴ・マラドーナは「今の代表チームは、マスチェラーノ、メッシ、ホナスと8人の選手によるチームだ」と表現し、グティエレスを重用した。初ゴールは2009年2月11日に行われたフランス代表との親善試合で、前半に記録した。2010 FIFAワールドカップでは右サイドバックとして出場し、グループリーグ初戦と第2戦では先発出場したがともに警告を受けてしまい、第3戦は累積警告で出場停止となり、これ以降はニコラス・オタメンディにスタメンを奪われた。

## 代表歴

### 出場大会
- アルゼンチン代表
  - 2010 FIFAワールドカップ

### 試合数
- 国際Aマッチ 21試合 1得点（2007年-2011年）[16]

| アルゼンチン代表 | 国際Aマッチ | 国際Aマッチ |
| 年               | 出場        | 得点        |
| ---------------- | ----------- | ----------- |
| 2007             | 2           | 0           |
| 2008             | 5           | 0           |
| 2009             | 7           | 1           |
| 2010             | 6           | 0           |
| 2011             | 1           | 0           |
| 通算             | 21          | 1           |